# Détroit de Tatarie
Le détroit de Tatarie ou de Tartarie (en russe : Татарский пролив, Tatarski proliv) ou Manche de Tatarie, est un détroit de la mer du Japon qui sépare la majeure partie de l'île russe de Sakhaline des kraïs de  Khabarovsk et du Primorié (dans l'Est de la Russie).
Situé en mer du Japon, le détroit de Tatarie commence entre le mys Kuznetsova, dans le Sud de Sakhaline, et le mys Belkina, sur le continent. Il permet de rejoindre au nord le détroit de Nevelskoï. Au-delà de ce dernier s'étend le liman de l'Amour. 
Le détroit de Tatarie mesure 654 kilomètres de long, 39 kilomètres de large dans sa partie la plus étroite et est profond de 5 à 15 mètres. C'est là que le détroit prend fin, entre le mys Tyk (sur l'île de Sakhaline)  et le mys Yuzhnyy (sur le continent). Au-delà de ces deux caps, les navires pénétrent à la fois dans le détroit de Nevelskoï et en mer d'Okhotsk.

## Caractéristiques physiques

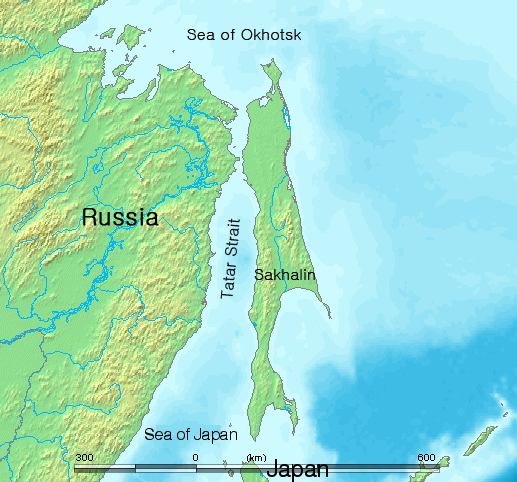
Carte du détroit de Tatarie.

Le détroit a une longueur de 654 kilomètres. Sa largeur maximale est de 324 kilomètres dans sa partie sud, et de 39 kilomètres dans sa partie nord, à l'endroit le plus resserré. Au-delà débute le détroit de Nevelskoï. La profondeur minimale est de 5 mètres,. 
Le détroit de Tatarie est la partie la plus au nord et la plus froide de la mer du Japon. C'est là que se forment 90 % de toutes les glaces observée en mer de Japon en période hivernale. La partie sud du détroit est couverte de glaces de 40 à 80 jours par an, pour 140 à 170 jours par an dans la partie Nord. L'épaisseur de glace peut atteindre 1,5 mètre.
La zone est sujette à de fréquents tremblements de terre.

## Histoire

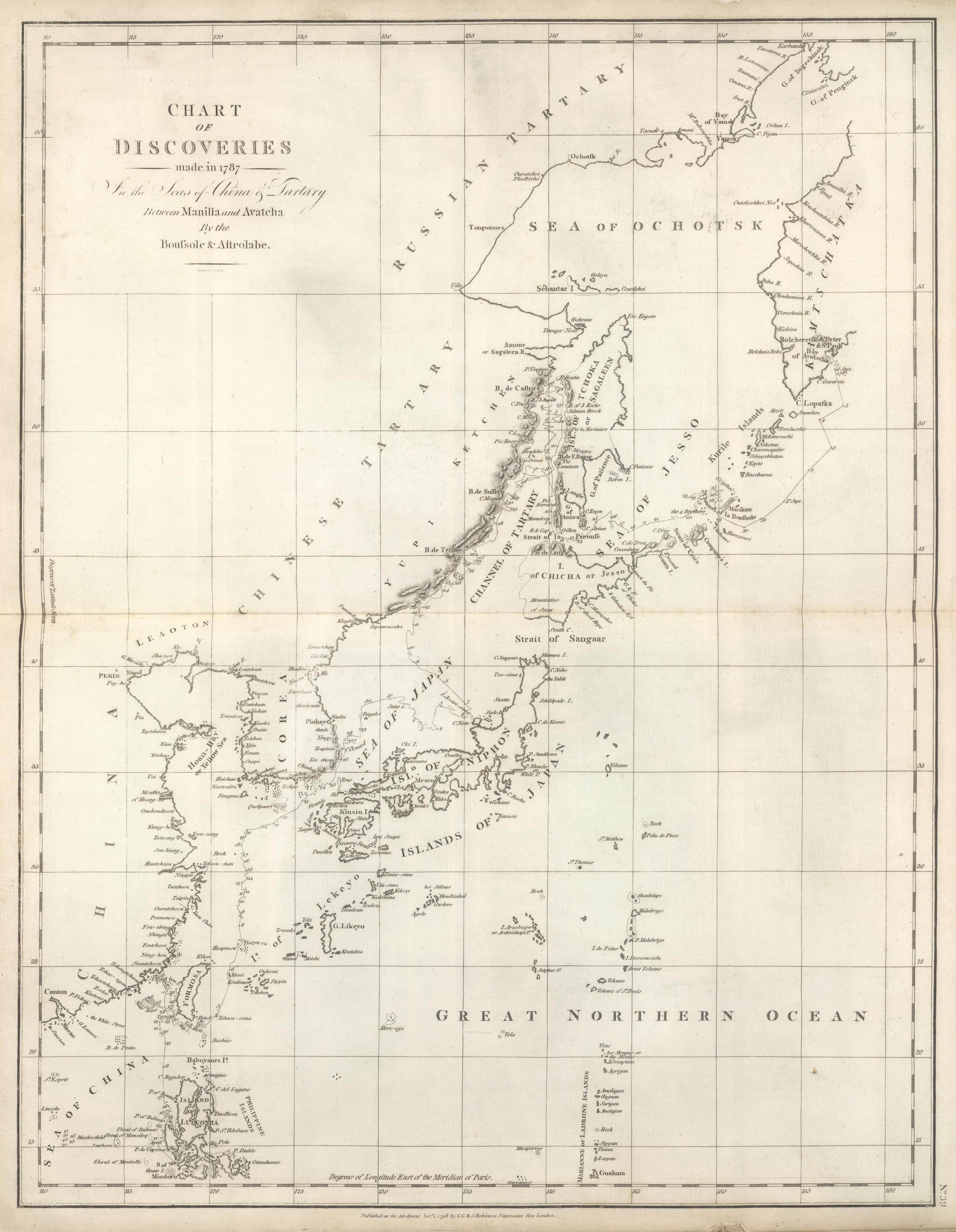
Côtes du détroit de Tartarie, cartographiées par La Pérouse en 1787.

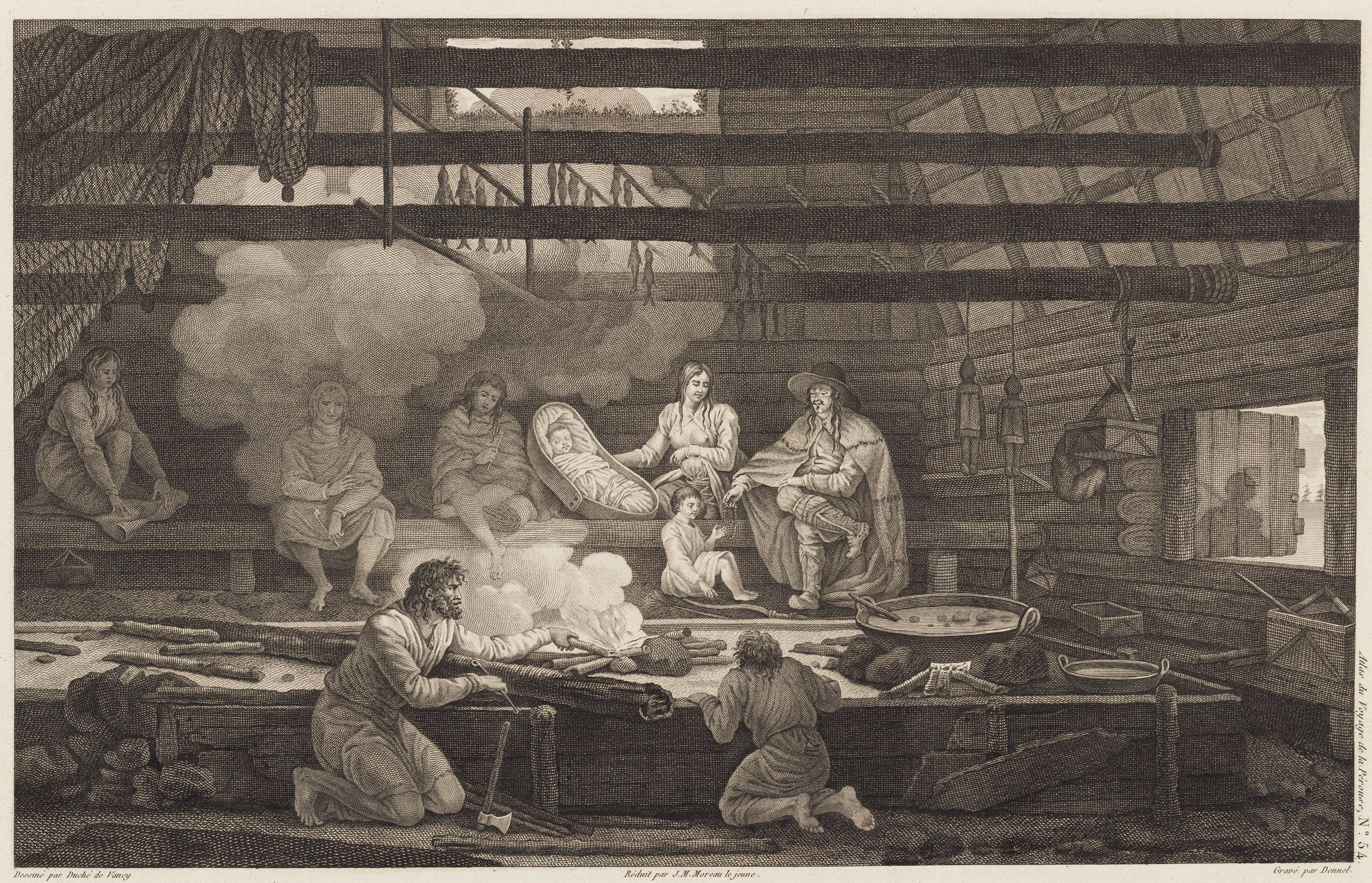
Habitants et intérieurs de maisons de la baie de Castries, sur la côte de Tartarie, en 1787. Les autochtones pourraient être des Nivkhes.

Le nom Tatars ou Tartares a été longtemps utilisé par les Européens pour désigner les peuples d'Asie centrale et d'Asie du Nord. Lorsque les Mandchous ont établi leur domination sur la Chine en terrassant la dynastie Ming en 1644, le nom Tartares leur fut également appliqué, et la Mandchourie, ainsi que la Mongolie, devint connue des Européens sous le nom de « Chine tartare ». Ainsi, quand les équipages de La Pérouse de l'Astrolabe et de la Boussole cartographièrent le détroit entre l'île de Sakhaline et la « Chine tartare » en 1787, ils lui donnèrent le nom de détroit de Tatarie. Le détroit est nommé en japonais d'après Mamiya Rinzō, qui l'explora en 1809.
Le détroit de Tatarie est longtemps resté mystérieux pour les explorateurs européens : en approchant depuis le Sud, les côtes semblent se rapprocher et devenir très étroites, donnant l'impression qu'il s'agit en fait d'une baie. En 1787, La Pérouse décida de ne pas s'y risquer, et fit demi-tour, même si les indigènes lui avaient dit que Sakhaline était une île. Le Français avait progressé lentement en sondant avec un fil à plomb et avait pris cette étendue marine pour un cul-de-sac à cause des hauts-fonds. La remontée progressive et régulière du fond et le fait que le courant devenait quasiment insensible convainquirent La Pérouse qu'il se trouvait dans un golfe et non dans un détroit. De même, en 1797, William Robert Broughton conclut que c'était une baie et fit demi-tour. En 1805, Johann Adam von Krusenstern échoua à passer le détroit depuis le Nord. L'expédition de 1808 de Mamiya Rinzō restait peu connue des Européens. Les Russes gardèrent cette information secrète, et s'en servirent pour échapper à la flotte britannique pendant la guerre de Crimée.
Sur les cartes russes, la partie la plus étroite du détroit est nommée détroit de Nevelskoï, en hommage à l'amiral Guennadi Nevelskoï, qui explora cette zone en 1848. Les eaux situées au Nord de ce détroit sont appelées liman de l'Amour, puisque ce fleuve s'y jette, et le nom de « détroit de Tatarie » est réservé à la partie au sud du détroit de Nevelskoï.
Le croiseur de 2e classe le Laclocheterie, commandé par Henri Rieunier, est le premier bâtiment de la marine française à pénétrer dans le détroit de Tatarie après La Pérouse en 1876. Au point le plus éloigné de sa mission, en août 1876, le capitaine de vaisseau Henri Rieunier, commandant du Laclocheterie jeta l'ancre en Russie, à Vladivostok, dans la baie d'Olga, dans la baie de Castries, dans le détroit de Tartarie, en Sibérie orientale au port d'Aleksandrovsk (oblast de Sakhaline). Une série de relevés des côtes de la baie Jonquières et de la baie de Castries datée du 5 août 1876 a été conservée, ainsi qu'une série unique de photos, rapports de mer et documents inédits de l'expédition de 1876 à 1878, au Japon.

### Histoire récente
Le sous-marin soviétique S-117 de classe Chtchouka a été perdu le 15 décembre 1952 dans le détroit de Tatarie en mer du Japon, la cause restant inconnue. Il pourrait avoir heurté un vaisseau de surface ou une mine. Les quarante-sept hommes de l'équipage sont morts dans l'accident.
La partie sud-est du détroit de Tatarie a été le théâtre d'un des évènements les plus tendus de la Guerre froide : le 1er septembre 1983, le Vol 007 Korean Air Lines, qui transportait 269 personnes, dont le député américain Larry McDonald, a pénétré dans l'espace aérien soviétique et a été attaqué par un intercepteur Soukhoï Su-15 à l'ouest de l'île Sakhaline. L'avion s'est perdu en mer un peu au large de l'île Moneron. Des recherches navales intensives, menées par les États-Unis avec l'assistance de vaisseaux japonais et coréens, ont été menées sur une zone de 580 km².

## Proposition de chaussée de 1956
En 1956, les Soviétiques proposèrent au Japon de bâtir une chaussée dans le détroit afin de bloquer les eaux froides allant en mer du Japon, ce qui aurait augmenté la température de cette dernière. Les Russes soutenaient que le projet augmenterait la température de la mer de 1,6 °C en moyenne.

## Transports

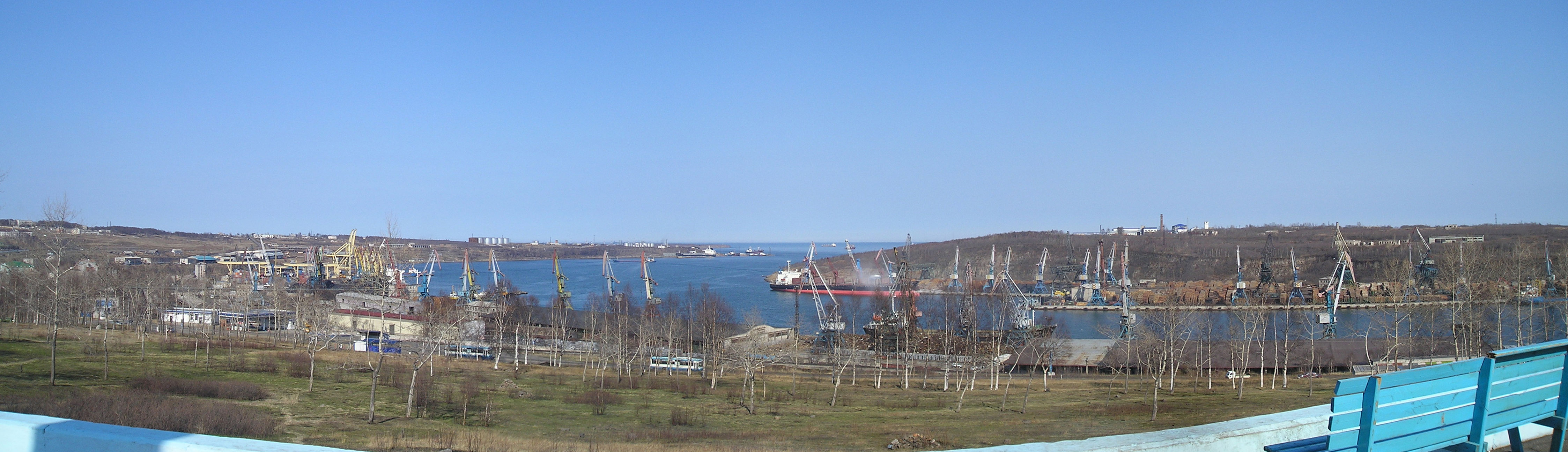
Vanino, un port important du détroit de Tartarie.

Depuis 1973, un ferry-train sillonne le détroit, reliant le port de Vanino sur le continent à celui de Kholmsk sur l'île Sakhaline.
La carte donne l'impression que le détroit de Tartarie serait un lieu de passage privilégié pour les bateaux voguant de la mer du Japon à la mer d'Okhotsk, par exemple de Vanino à Magadan. Cependant, selon la SASCO, Compagnie Maritime de Sakhaline (en), qui exploite cette ligne, les bateaux naviguent rarement à travers le détroit. Le trajet habituel de Vanino à Magadan en hiver passe par le détroit de Tsugaru en contournant Hokkaidō ; en été, le trajet passe par le détroit de La Pérouse en contournant l'île de Sakhaline. C'est seulement au retour de Magadan vers Vanino avec une faible cargaison et par beau temps que les bateaux voyagent par le chemin le plus court, c'est-à-dire par le liman de l'Amour, le détroit de Nevelskoï, et le détroit de Tartarie (que la SASCO appelle plutôt « détroit de Sakhaline » - en russe : Сахалинский пролив.)
Un tunnel sous le détroit, qui devait relier Sakhaline au continent par chemin de fer ou par route a été commencé sur ordre de Joseph Staline, mais fut abandonné inachevé après sa mort.  

### Ports du détroit de Tartarie

#### SurSakhaline
- Chakhtiorsk
- Ouglegorsk
- Aleksandrovsk-Sakhalinski
- Nevelsk
- Kholmsk

#### Sur le continent
- Vanino
- De-Kastri (en)
- Sovietskaïa Gavan